# Karmijn de Sonnaville

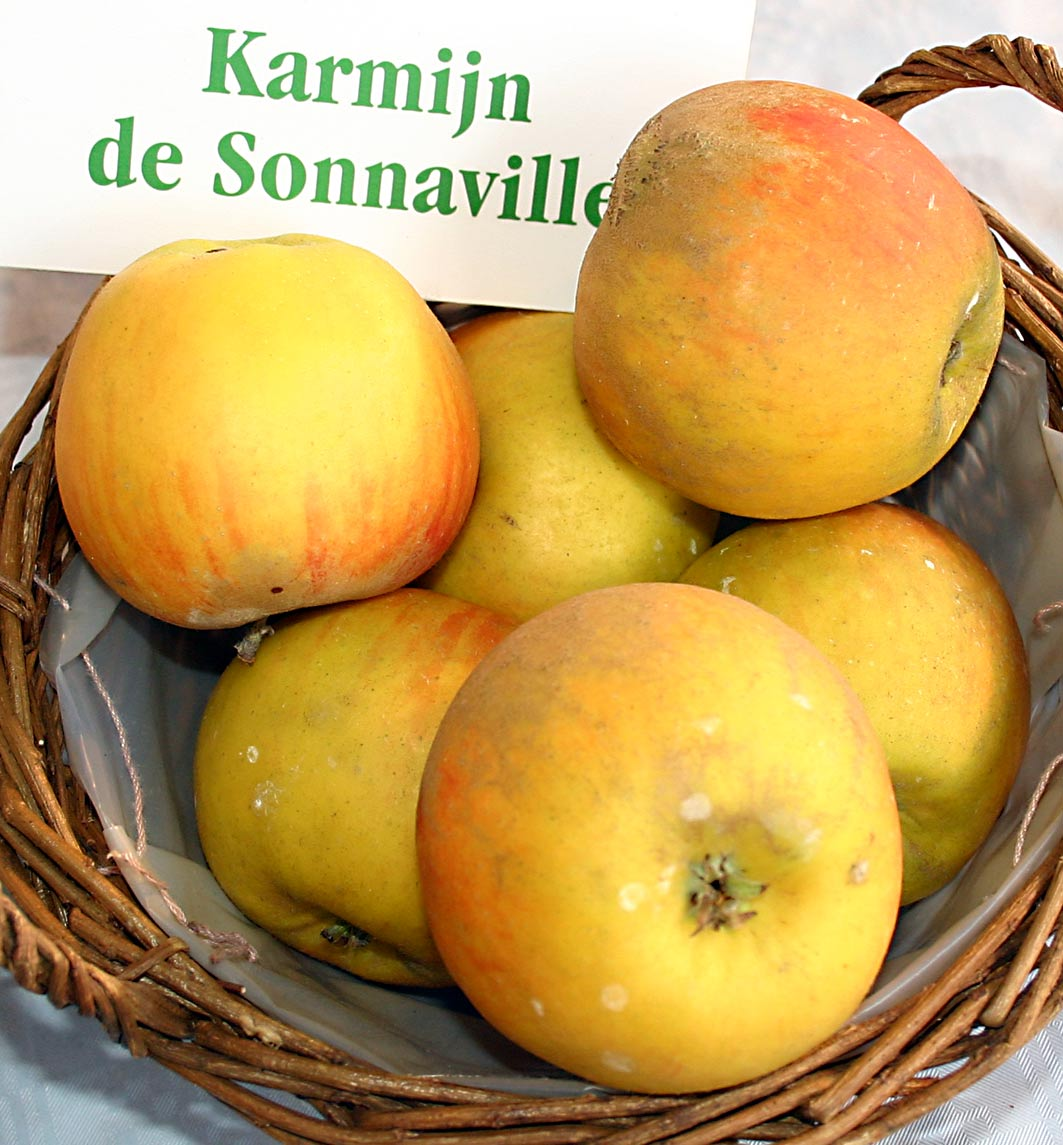
Karmijn de Sonnaville

Karmijn de Sonnaville is een appelras van Nederlandse herkomst. De kweker Piet de Sonnaville heeft het in 1971 onder licentie op de markt gebracht. Het is een kruising van de Cox met Jonathan (eerder Schone van Boskoop). 
Krimpscheurtjes aan de steelzijde, verruwing aan de bloemzijde en kurkstip maakten de Karmijn de Sonnaville voor de handel oninteressant. Het is nu nog slechts een ras dat zich goed leent voor sapverwerking, voor beperkte huisverkoop en voor de particuliere tuin. 
In Ierland is een van origine Nederlandse fruitteler zeer succesvol in de productie van appelsap, bestaande uit een mengsel van de Karmijnappel met de Bramley Seedling.
Inmiddels heeft de zoon Ben De Sonnaville een nog door zijn vader gemaakt nieuw ras met een geel en karmijnrode kleur in de handel gebracht en onder de naam Rembrandt geïntroduceerd in 2006.